# ウォルター・ロスチャイルド動物学博物館

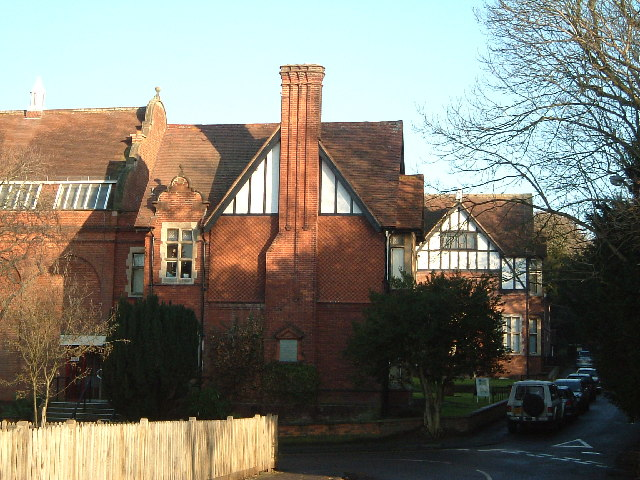
ウォルター・ロスチャイルド動物学博物館

ウォルター・ロスチャイルド動物学博物館（ウォルター・ロスチャイルドどうぶつがくはくぶつかん、Walter Rothschild Zoological Museum）は、イングランドのハートフォードシャー・トリングにある動物学博物館。ロンドン自然史博物館の分館であると同時に同博物館の鳥類学部門の本拠地である。鳥類学の研究施設としては世界でも有数であり、海外からの研究者の来訪も多い。鳥類・哺乳類・爬虫類の剥製標本コレクションと昆虫標本コレクションの質の高さで有名。

## 歴史
当博物館は元々、2代ロスチャイルド男爵ライオネル・ウォルター・ロスチャイルドの私設博物館であった。
ウォルター・ロスチャイルドは有名な実業家一族に生まれながら、幼少の頃から博物学に大きな興味を持っていた。7歳の時すでに将来は博物館を作ると両親に宣言し、10歳の頃には中庭の小屋を埋め尽くすほどの標本を収集してその小屋を彼の最初の博物館とした。

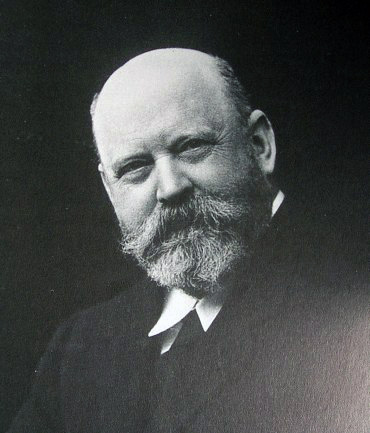
創設者ライオネル・ウォルター・ロスチャイルド (1868-1937)

ロスチャイルドが21歳になったとき、父である初代ロスチャイルド男爵ナサニエル・ロスチャイルドは誕生日プレゼントとして、彼らのカントリー・ハウスであるトリング・パークにある領地の一部を息子に分け与えた。そこには二棟の建物が建てられた。一棟はそのとき既に膨大な数になっていた大量の昆虫標本コレクションと書籍類を収めるために使われ、もう一方は管理人の住居とされた。
ほどなくして、さらに大きな建物がロスチャイルドの剥製標本を展示するために建てられた。これが当ウォルター・ロスチャイルド動物学博物館の始まりである。この博物館は1892年の8月に一般に公開されたが、そのときロスチャイルド本人は既に祖父が設立した金融機関に勤務していたため、博物館の責任者としてあらためて二人のキュレーターが置かれた。その二人、エルンスト・ハータート (Ernst Hartert) とカール・ヨルダン (Karl Jordan) の最初の仕事は、ロスチャイルドが集めた膨大なコレクションを整理することだった。彼らの就任時には既に4000点を超える鳥類・哺乳類の標本が展示されていただけでなく、研究用標本として4万点以上の鳥類仮剥製標本や50万点以上の昆虫標本が存在した。この途方もない量に対処し、かつ図書館と公開展示のためにより大きな空間を用意するため、博物館の建て増しが1908年から1912年まで行われた。その頃までに一族が経営する金融機関を退職していたロスチャイルドは、研究と展示の公開に没頭していた。
父の跡を継いで2代ロスチャイルド男爵となったウォルター・ロスチャイルドが1937年に亡くなると、遺言によりそのとき博物館が所蔵していたコレクションの全てが博物館ごと大英博物館評議会に遺贈された。この博物館は大英自然史博物館の一部として組み込まれ、大英博物館から大英自然史博物館が独立してロンドン自然史博物館となった後もその一部として機能している。
1970年代になると、ここはロンドン自然史博物館の鳥類部門の本拠地となる事が決定した。そのため、元々ロンドン自然史博物館の所蔵であった多くの鳥類関連標本と書籍もロンドンから移送されてこの博物館に置かれることとなり、コレクションの総数はまた増大した。
2007年4月には正式名称が変更され、"The Natural History Museum at Tring"となっている。日本語でのこれに対応する呼称はまだ定着していないが、あえて訳すとすれば「ロンドン自然史博物館トリング館」となる。ただし、本家のロンドン自然史博物館でさえ日本語では未だに "大英博物館" と言及されることが多いことを考えると、日本語での名称が実際に変更されるのにはしばらく時間がかかる可能性がある。

## 標本
ロスチャイルドの死亡時に遺されたコレクションのリストは以下のようなものだった。
- 哺乳類剥製標本：2000点
- 鳥類剥製標本：2000点
- 鱗翅目標本：200万点
- 鳥類仮剥製標本：30万点
- ゾウガメ標本：144点
- 卵殻標本：20万組
- 関連書籍：3万点

これはもちろん決して少ない数ではなく、特に個人の収集品であることを考えると驚くべき量である。しかし、ロスチャイルドは亡くなる5年前の1932年に彼の鳥類仮剥製の大部分をニューヨークのアメリカ自然史博物館に売却している。つまり、ロスチャイルドが収集した標本の総数はこれより遙かに多い物だった。彼が売却した鳥類コレクションは現在もアメリカ自然史博物館に所蔵されている。
ロスチャイルド以降の研究者・博物館関係者の絶え間ない努力により、現在では鳥類標本コレクションは115万点に上る。この総数は現在も少しずつ増加中である。
液浸標本
17000点の液浸標本が変性アルコール80%溶液に保存されて収蔵されており、場合によっては解剖も可能なように内部器官も一緒に体全体が保存されている。標本の最古の物は1760年代から1770年代にかけて行われたジェームズ・クックの探検によってもたらされた物である。
骨格標本
骨格標本は15000点あるが、組立骨格はその中のほんの一部である。多くは分離骨格の状態で箱に入れられ、厳重に保管された標本棚に収められている。
仮剥製標本
仮剥製標本は70万点にのぼり、チャールズ・ダーウィンのガラパゴス諸島行やクックの探検で得られた物も含まれる。温度湿度を厳重に管理された光の差さない標本棚に保管されているため、その羽毛は生きていたときと変わらない色彩を半永久的に残している。
その他
コレクションには上記の他に、40万組の卵殻標本や4000点の巣も含まれる。

## 館内

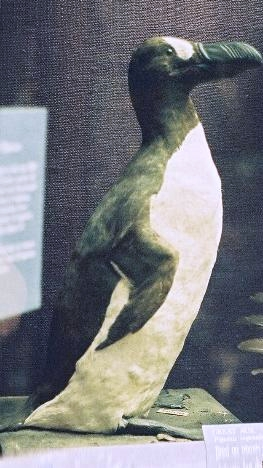
オオウミガラスの標本

ロスチャイルドは数多くの標本の中から最良の状態の物を選択し、それを保存するために最良の剥製技師を招いた。その結果、彼の博物館の展示はその時代のどこで見られる物よりも素晴らしい物となった。そのため、この博物館の展示は19世紀の剥製技術の見本ともなっている。
現在展示中の数多くの珍しい標本の中には、絶滅鳥類・絶滅哺乳類の標本も含まれ、クアッガ、フクロオオカミ、オオウミガラスの剥製標本、モアやドードーの復元標本などがある。クアッガの標本は非常に希少であり、全世界に16体しか残っていない。
また、世界中の家畜犬のコレクションは一時期ロンドン自然史博物館に展示されていた物が第二次世界大戦後にここに再移転されたものだが、家畜犬が人為選択的な繁殖を経てどのようにその姿を変え、いかにしてロシアやメキシコの小さな愛玩犬から有名な競走用グレイハウンドにわたる多様な形態を持つようになったかを示す興味深い展示である。
館内には8つの展示室と2つの店舗がある。

### 1階
ギャラリー1
鳥類・大型食肉類・霊長類などが展示されている。イギリス原産の鳥類からカメルーン産のゴリラまで幅広い動物たちが背の高い木製ケースにいれて展示されている。それらのケースの上にはゾウと2頭のサイが置かれている。
ギャラリー2
特別展示室であり、年に三回展示を変更する。標本の一部はロンドン自然史博物館からこの特別展示のために一時的に移送される。展示の多くは実際に触ることが可能である。
ミュージアム・ショップ
お土産や記念品だけでなく、鉱物標本や自然史関係書籍など博物館に関係した数々の品を販売している。

### 2階

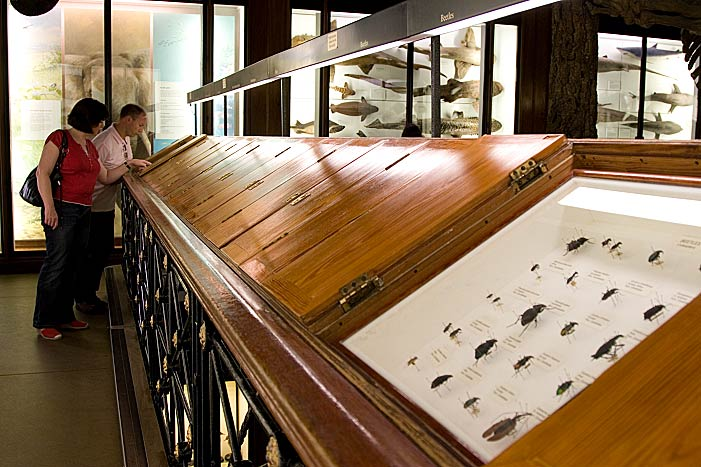
昆虫標本・魚類標本展示

ギャラリー3
ワニ・甲殻類・魚類・昆虫・大型哺乳類・海生無脊椎動物を展示。ギャラリー1の階上にあるため、回廊上のギャラリーの真ん中には1階の展示ケース上に置かれた1頭のゾウと2頭のサイの剥製がそびえ立っている。展示棚を開くと、昆虫やその他の節足動物標本がずらりと並んでおり、その中には骨董品として売られていた服を着せられたノミの標本もある。
ギャラリー4
バク・サイ・ロバ・シマウマ・クアッガなど、この部屋は奇蹄類を中心として展示されている。ロスチャイルドが特に愛したことで有名なシマウマは、人類時代に入ってから絶滅した物を含む知られている全ての種の標本が展示されており、同じくサイも現存する5種（シロサイ・クロサイ・インドサイ・ジャワサイ・スマトラサイ）すべてが揃っている。
ディスカバリールーム
児童をはじめとする幅広い年代層に対し動物学への興味を呼び起こすために作られた、標本を実際に手にとって観察することのできる双方向型展示が行われている部屋である。虫眼鏡を使って化石を調べたり、どんな動物か同定するために皮膚や殻に触って判断することもできる。
ロスチャイルドルーム
ヴィクトリア朝時代の研究室を再現した部屋である。キュレーターのエルンスト・ハータートとカール・ヨルダンの略歴や、ロスチャイルドの肖像画も掲示されている。生前はトリング・パークで飼育されていたヒクイドリとゾウガメの標本も展示されている。この部屋のゾウガメは1812年にガラパゴス諸島から連れてこられたガラパゴスゾウガメであり、1915年にロスチャイルドに生きたままプレゼントされたが、その2年後に亡くなったものである。

### 3階
ギャラリー5
カモシカ・ウシ・シカ・ヤギ・カバ・イノシシ類など偶蹄類を中心に展示されている。数多くのシカ類・カモシカ類についても大型コレクションが保管されており、その種分化の様子を垣間見ることができる。また、絶滅に瀕しているオカピや野生種は一度絶滅したヨーロッパバイソンの標本も見ることができる。
ギャラリー6
両生類・コウモリ・英国の哺乳類・走鳥類・爬虫類・小型哺乳類・有袋類・単孔類を展示。ロスチャイルドのお気に入りの動物である走鳥類と有袋類の展示があるのがこの部屋である。この部屋のジャイアントモアの復元は、実物を元にした骨格の上に他の走鳥類の羽毛を使った外皮を被せて作られている。また、前述の家畜犬の展示があるのもこの部屋である。

### 地下
ゼブラ・カフェ
この博物館のカフェ「ゼブラ・カフェ」は、ロスチャイルドがシマウマをお気に入りにしていたことをその名称の由来としており、無蓋馬車を牽く調教されたシマウマの写真が飾ってある。ロスチャイルドは通常のウマ以外にシマウマを飼い慣らして馬車馬としており、しばしばシマウマに牽かせた馬車で街中を乗り回したり駅に乗り付けたりしていた。彼はまたシマウマとウマの雑種をも作り、生み出された子馬は現在も展示の一つとなっている。

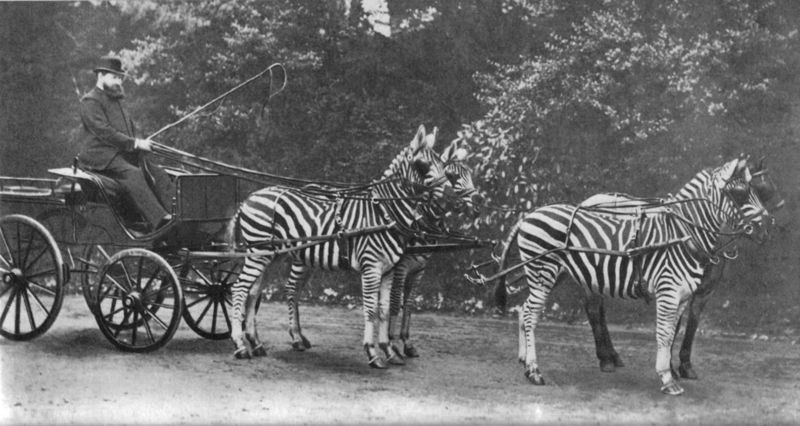
シマウマの馬車とロスチャイルド本人
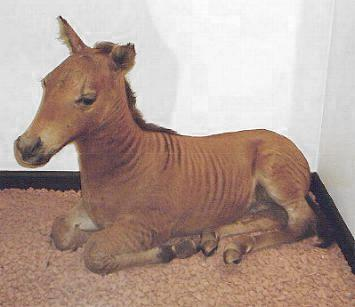
ウマとシマウマの雑種（ゼブロイド）
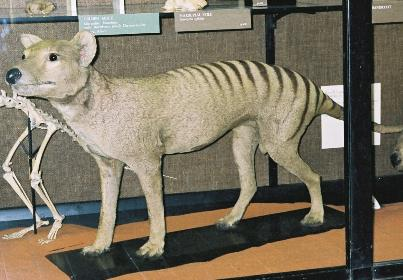
フクロオオカミ
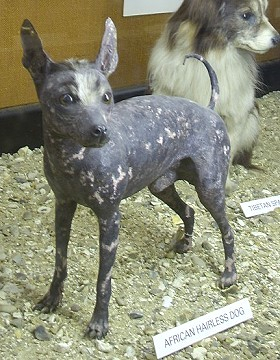
家畜犬コレクション

## 来館情報
- 開館時間は、月曜日-土曜日は10:00-17:00・日曜日は14:00-17:00
- 休館日　12/24-28
- 入場料　無料
- 盲導犬・介助犬などは入館可
- 博物館の2カ所ある入り口の片方は段差がなく車椅子でも入館可能で、博物館での車椅子の貸し出しも行われている。しかし建物が古いため館内エレベーターはまだ計画中の段階であり、階上のギャラリーは車椅子で回ることはできない。

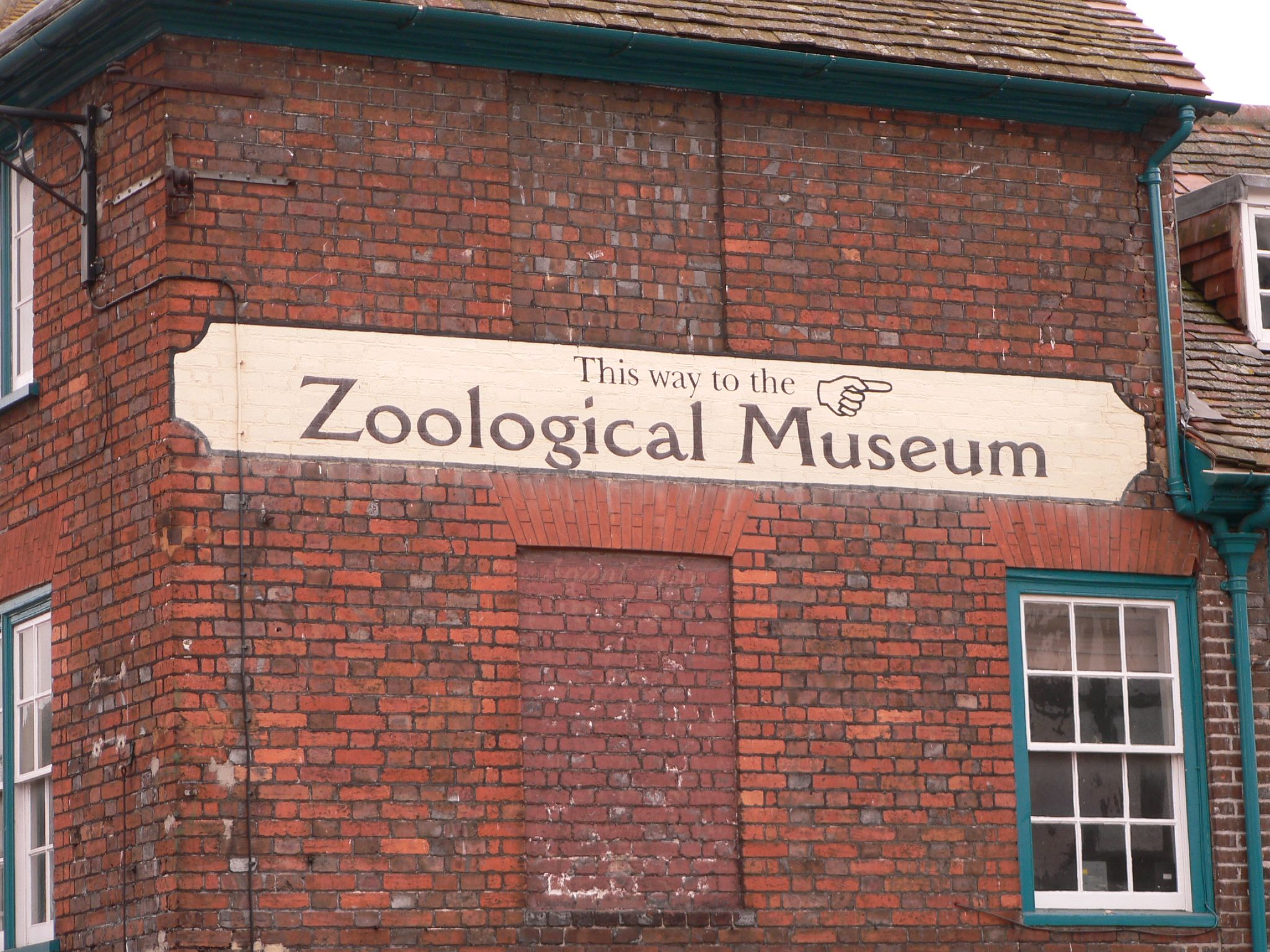
トリング市中の案内板

最寄り駅はトリング駅だが、駅と市街は3km程離れている。バス・タクシーが駅と市街を結ぶが、ラッシュアワー以外の時間帯では本数は低減するため、博物館へのアクセスは自動車のほうが便利である。博物館には無料専用駐車場があり、仮にそこが満車でも博物館周辺の町中に数ヶ所ある代替駐車場を利用することができる。
駅がこんなに離れた場所にある理由として、動物園で飼育されている動物たちが列車の通過によって驚かされることを領主のロスチャイルド卿が望まなかったためである、という説明が博物館職員などにより成されることがある。しかし鉄道が開通したのは1830年代である一方、ロスチャイルド家がヴィクトリア女王に男爵位を与えられトリングを領地としたのは1847年であるため、これは真実ではない。